# 汽車電子協會
汽車電子協會（英語：Automotive Electronics Council，簡稱AEC），是在1990年由克萊思勒、福特汽車、通用汽車組成的組織，目的是要建立共用的零件承認以及品質系統標準。

## 歷史
汽車電子協會的概念起源於1992年夏季的JEDEC會議，通用汽车德爾福電子的Gerald Servais以及克萊斯勒集團集團的Jerry Jennings在討論車用電子的市場相對較小，在認證上的困難之處。有提到認證的標準化是可以改變此情形的一個方案。在後續的JEDEC會議中，Servais和Robert Knoell（後來在福特，目前在NXP半導體）討論可能的合作，Robert得到其上司Earl Fischer對其概念的支持。
在1993年1月的會議中，討論了各公司所做，不同的可靠度測試。之後就形成了積體電路（IC）可靠度測試Q100的文件。在發展Q100文件時，主要的IC供應商有機會針對文件提供意見。第一版的CDF-AEC Q100（目前已將名稱簡化為AEC Q100）在1994年6月在丹佛的會議中展示給所有的IC供應商。AEC Q100變成克萊斯勒集團、德爾福電子及福特的首選可靠度測試文件。這也刺激了可靠度資料的交換。只要經過AEC Q100認證的零件，就會被這三家公司認可，不需再做可靠度的測試。
依照AEC Q100的品質需求目前已變成所有車廠以及車用元件供應商的最低標準，不過自從2005年起，也有開發其他替代性的程序（像是強健性確認），這些程序更可以反映汽車產業的品質要求。

## 零件標準
AEC的零件技術委員會（Component Technical Committee）有訂定電子零件的標準，符合該標準的零件可以用在惡劣的車用環境中，不需額外的零件等級認證測試。在AEC官網上有AEC零件技術委員會的技術文件。

常用的AEC文件有：
- AEC-Q100 Failure Mechanism Based Stress Test Qualification For Integrated Circuits
- AEC-Q101 Failure Mechanism Based Stress Test Qualification For Discrete Semiconductors
- AEC-Q200 Stress Test Qualification For Passive Components

## 外部連結
- 官方网站（英文）
- AEC文档 （页面存档备份，存于）（英文）